# Le Baptême du Christ (Le Pérugin, Rouen)
Pour les articles homonymes, voir Le Baptême du Christ.
Le Baptême du Christ est un tableau réalisé par le peintre italien Le Pérugin vers 1497. De format horizontal, cette peinture à l'huile sur bois est une peinture chrétienne qui représente le baptême du Christ par Jean le Baptiste. Il a fait partie d'un retable dit Polyptyque de Saint-Pierre commandé à l'artiste en 1495 pour la basilique Saint-Pierre de Pérouse. 
Ses éléments ont été séparés à la suite de la restructuration du chœur et ensuite dispersés  entre plusieurs lieux dont des musées.
Ce panneau est conservé au musée des Beaux-Arts de Rouen, dans la Seine-Maritime, en France avec deux autres panneaux de la même prédelle : L'Adoration des mages et La Résurrection du Christ.
- Musée des Beaux-Arts de Rouen

"Musée
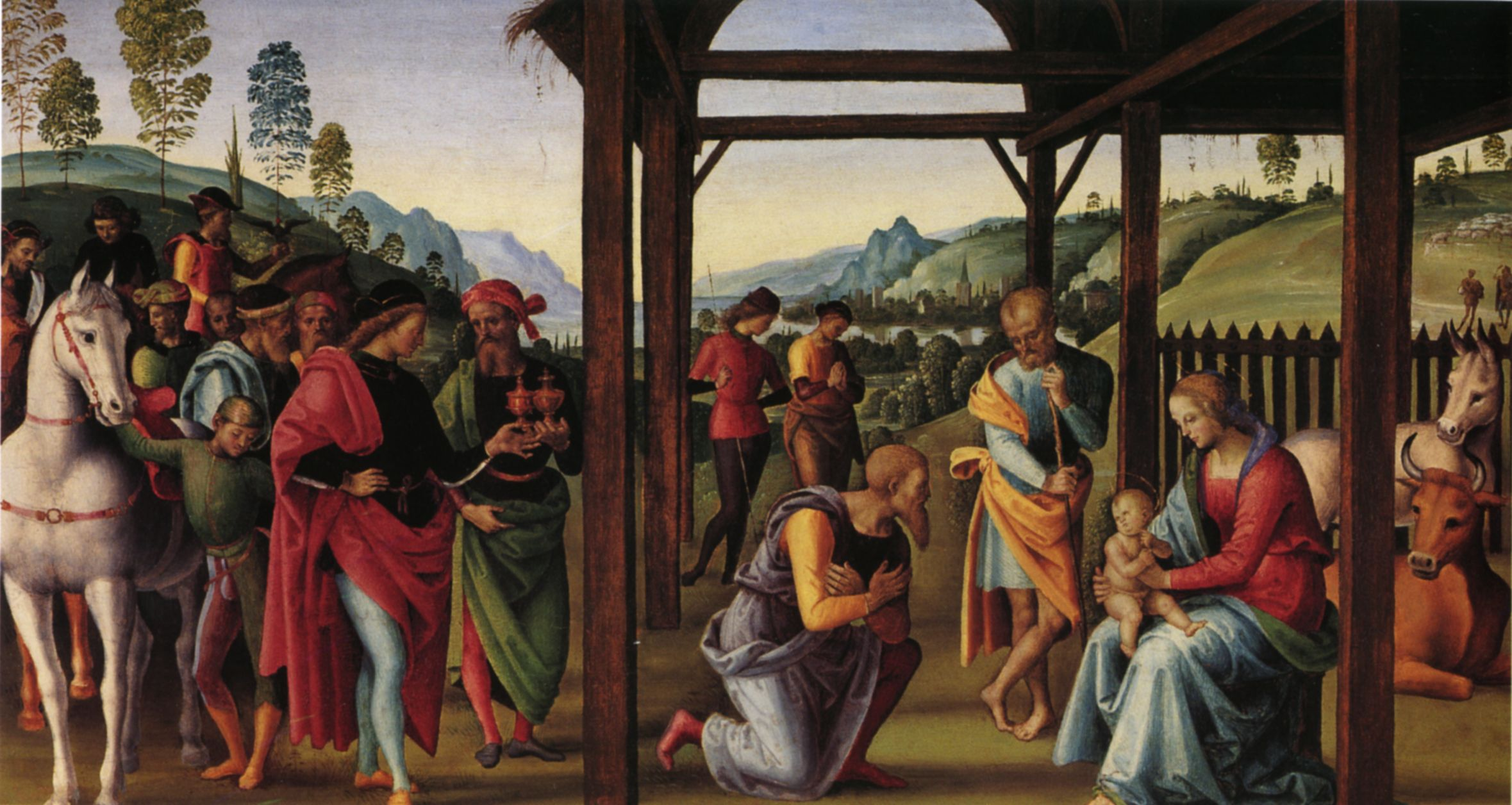
L'Adoration des mages, vers 1497.
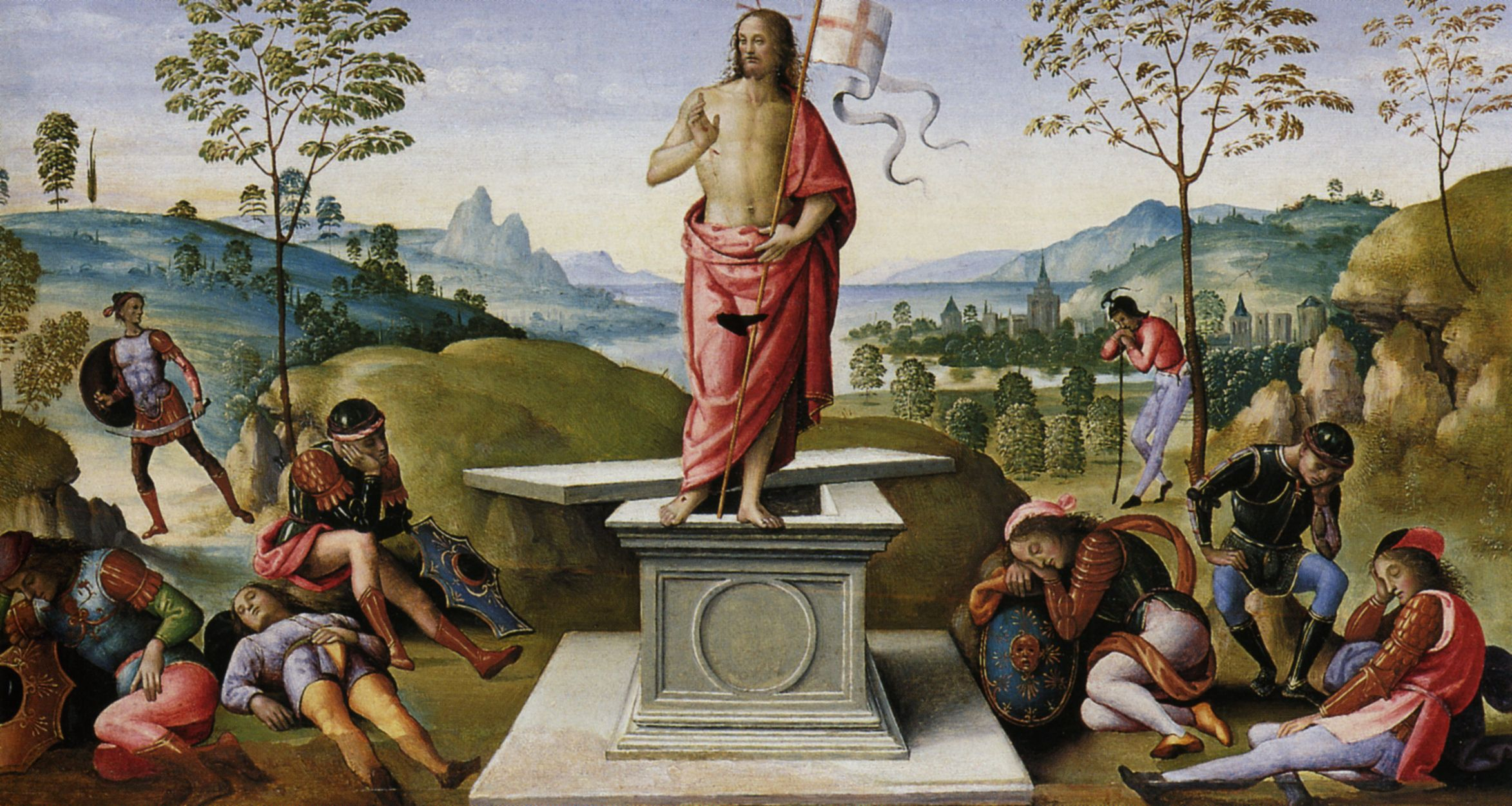
La Résurrection du Christ, vers 1497.

## Thème
Le Pérugin a réalisé à plusieurs reprises des tableaux du thème du Baptême du Christ.

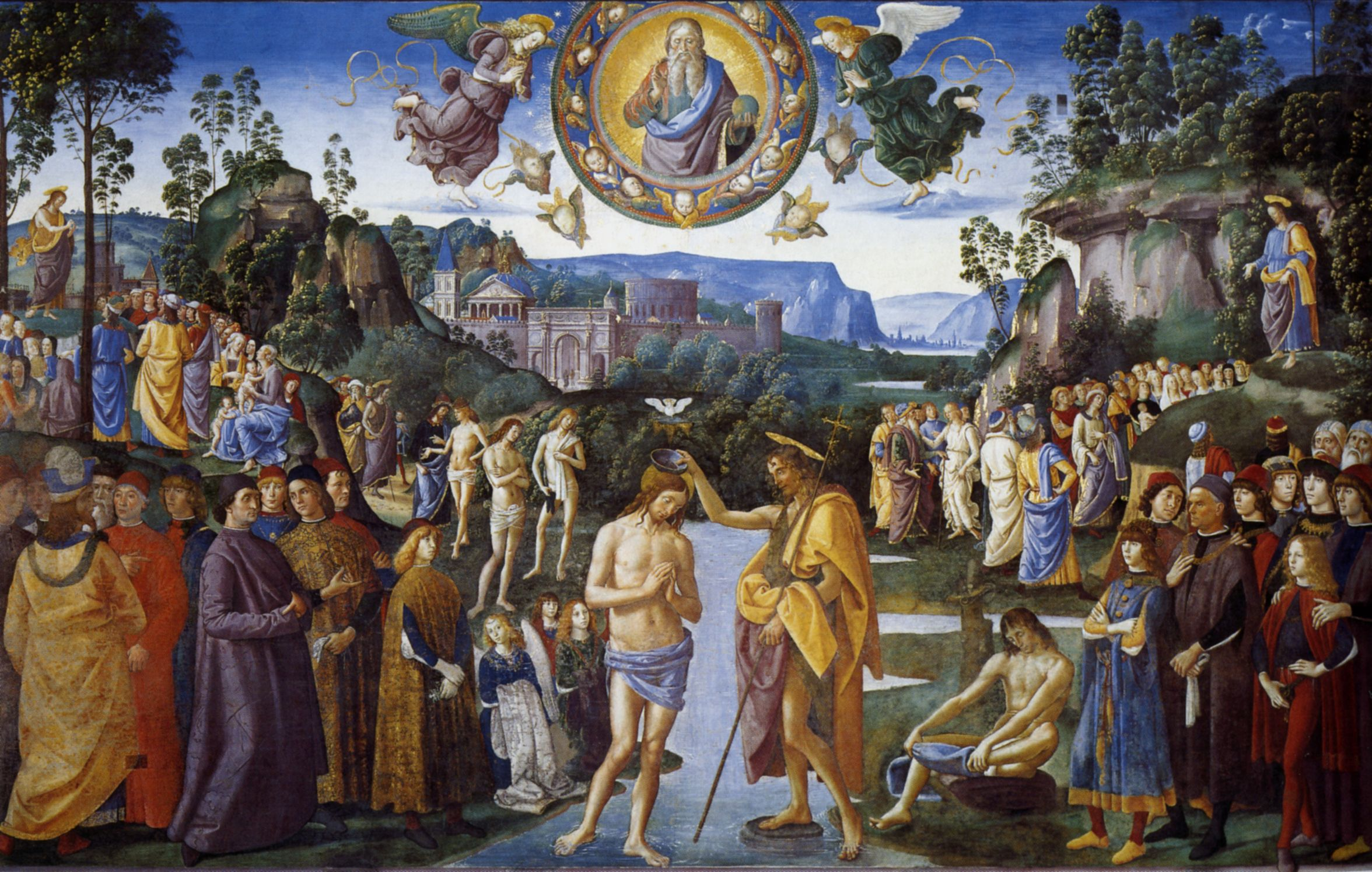
Le Baptême du Christ, vers 1482 – Chapelle Sixtine, Vatican.
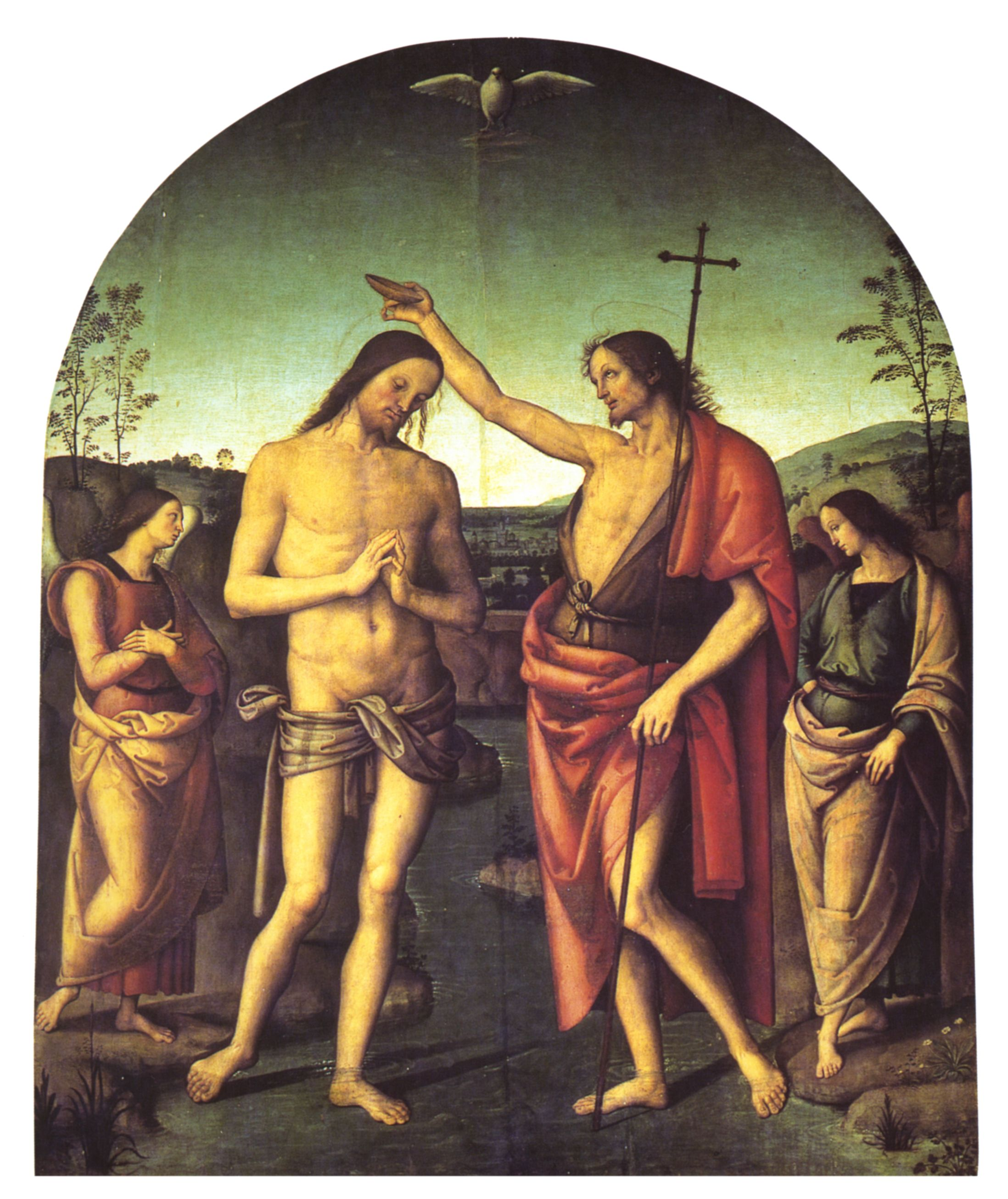
Le Baptême du Christ, vers 1510 – Dôme de Città della Pieve, Città della Pieve.